# المعهد الفلكي للأكاديمية التشيكية للعلوم

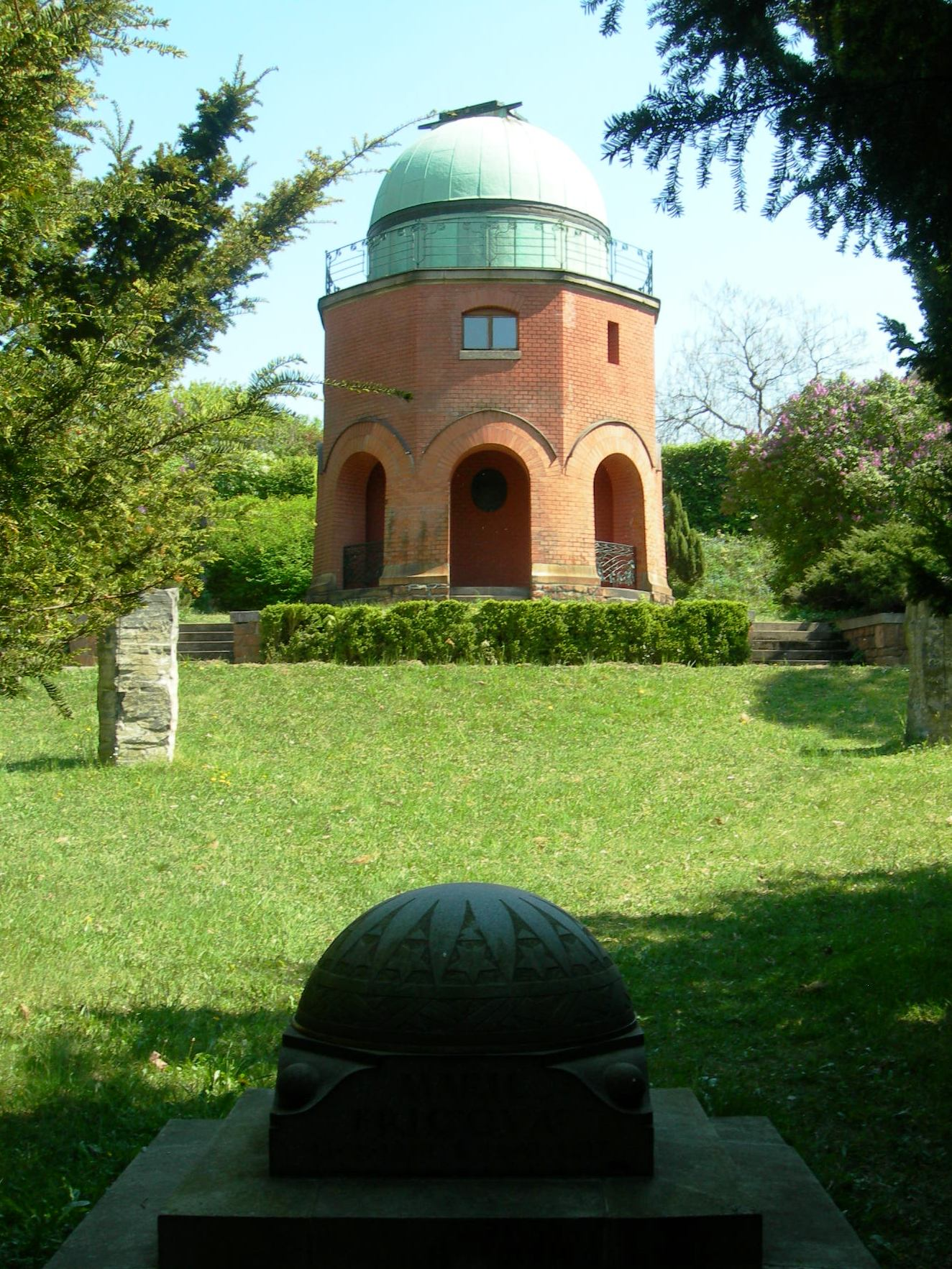
القبة التاريخية لمرصد أونديجوف

المعهد الفلكي للأكاديمية التشيكية للعلوم تأسس المعهد الفلكي التابع للأكاديمية التشيكية للعلوم في عام 1954 وموقعه في مرصد أونديجوف على بعد حوالي 35 كم جنوب شرق براغ ومديرالمعهد هو فلاديمير كاراس.

## تاريخ المعهد
المعهد الفلكي هو سليل مباشر لمرصد تأسس في بداية القرن الثامن عشر في مدينة براغ القديمة. بعد الحرب العالمية الأولى أصبح المرصد مرصدًا للدولة. في غضون ذلك كان هناك مرصد آخر يبنى في أوندجوف من قبل جوزيف يان فريتش والذي تبرع به لاحقاً للدولة التشيكية في عام 1928. عند تأسيس أكاديمية العلوم التشيكوسلوفاكية تم دمج هذين المرصدين في مؤسسة واحدة تحت اسم المعهد الفلكي التابع لأكاديمية تشيكوسلوفاكيا للعلوم.